# Rinaldo I Masoir
Renaud I de Masoir o Mansuer, italianizzato in Rinaldo I, signore di Margat (... – prima del 1140) è stato un nobile del principato d'Antiochia, suo connestabile e de facto amministratore durante gli anni 1130.

## Biografia
Molto poco è noto della vita di Rinaldo prima della sua comparsa in Terrasanta. Era comunque proveniente dal Regno di Francia, e come lascerebbe intendere il suo cognome iniziale Mansuer potrebbe essere stato un figlio illegittimo.
Rinaldo compare per la prima volta attorno al 1109, quando i crociati riuscirono a conquistare ai musulmani la fortezza di Margat. Essa pervenne in breve tempo in suo possesso, indicando quindi una sua certa importanza nello schieramento cristiano. Uno dei principali capi crociati del periodo, scampò alla disastrosa disfatta cristiana conseguita nella battaglia dell'Ager Sanguinis del 1119; gravemente ferito, venne catturato dai musulmani e ne rimase prigioniero per un certo tempo.
In seguito divenne uno dei nobili più importanti del principato d'Antiochia, come testimonia la sua sottoscrizione di un documento redatto da Boemondo II d'Antiochia. Quando nel 1131 re Folco di Gerusalemme assunse la reggenza per conto della minorenne principessa Costanza d'Antiochia, figlia di Boemondo, fu proprio Rinaldo ad essere delegato come suo sostituto e connestabile. Durante gli anni successivi continuò a governare Antiochia in nome di Costanza e Folco, effettuando nuove donazioni alla basilica del Santo Sepolcro.
Non è noto con esattezza quando Rinaldo morì, ma già nel 1140 non figurava più come connestabile nei documenti e l'unico figlio Rinaldo II Masoir era entrato in possesso dei feudi, lasciando quindi intendere un suo decesso. Non è noto il nome della consorte.